# Medellín
Medellín – miasto w północno-zachodniej Kolumbii, w Kordylierze Środkowej (Andy Północne). Jest stolicą departamentu Antioquia. Według spisu ludności z 30 czerwca 2018 roku miasto liczyło 2 382 399 mieszkańców, co czyniło je drugim pod względem wielkości populacji miastem kraju. 

## Charakterystyka
Miasto zostało założone w 1675 roku. Od połowy XIX wieku jest ośrodkiem ważnego regionu rolniczego, opartego głównie na uprawie kawowca. Od początku XX wieku następuje rozwój przemysłu, który nasilił się po uzyskaniu przez Medellín połączenia komunikacyjnego z portami karaibskimi oraz po otwarciu Kanału Panamskiego. W drugiej połowie XX wieku w mieście działała jedna z najważniejszych organizacji kolumbijskiej mafii narkotykowej, tak zwany kartel z Medellín, który został rozbity pod koniec 1993 roku. Obecnie główną gałęzią przemysłu miasta jest przemysłu włókienniczy, ponadto rozwinięty jest przemysł odzieżowy, chemiczny, elektrotechniczny, cementowy, drzewny oraz spożywczy, a także rzemiosło. W pobliżu funkcjonuje wydobycie rud żelaza i złota. Miasto jest także ośrodkiem kulturalnym – działają tu biblioteki, muzea oraz 5 uniwersytetów (w tym stanowy założony w 1822 roku i katolicki założony w 1936 roku). Mieści się tu siedziba archidiecezji rzymskokatolickiej w Kolumbii. W Medellín organizowane są liczne festiwale, między innymi Feria de las Flores. 

## Transport
Medellín posiada jedyne w Kolumbii metro. Medellín jest dużym węzłem komunikacyjnym przy Drodze Panamerykańskiej. W mieście funkcjonuje port lotniczy Olaya Herrera, natomiast około 10 km na wschód od niego położony jest inny port lotniczy  – José María Córdova. 

## Urodzeni w Medellín
- Juan Pablo Llano, aktor[9]
- Jorge Franco Ramos, pisarz, autor Rosario Tijeras[10]
- Edwin Cardona, piłkarz[11]
- David Ospina, piłkarz[12]
- Mateus Uribe, piłkarz[13]
- Juan Quintero - piłkarz
- Karol G - piosenkarka

## Miasta partnerskie
Miasto Medellín ma podpisane umowy międzynarodowe o współpracy z takimi miastami jak: 
| - Barcelona, Hiszpania - Bilbao, Hiszpania - Bogota, Kolumbia - Buenos Aires, Argentyna - Cali, Kolumbia - Caracas, Wenezuela - Chapecó, Brazylia - Chicago, Stany Zjednoczone - Dubaj, Zjednoczone Emiraty Arabskie - Fort Lauderdale, Stany Zjednoczone | - Girardot, Wenezuela - Gold Coast, Australia - Guadalajara, Meksyk - Inverness, Wielka Brytania - Mediolan, Włochy - Monterrey, Meksyk - Nankin, Chiny - Neapol, Włochy - Nowy Jork, Stany Zjednoczone - Oxford, Wielka Brytania | - Paryż, Francja - Pekin, Chiny - Quito, Ekwador - Rio de Janeiro, Brazylia - Rosario, Argentyna - Rzym, Włochy - Saragossa, Hiszpania - Tacuarembó, Urugwaj - Valparaiso, Chile - Warna, Bułgaria |